# Elástica (fútbol)
La elástica es un movimiento de regate en fútbol que se utiliza para hacer creer al rival que, el jugador ofensivo, se va a mover a un lugar que no pretenden. Los jugadores lo realizan usando la parte exterior de su pie dominante para empujar el balón sutilmente, luego mueven rápidamente el pie dominante alrededor del balón y usan el interior para empujar el balón hacia su lado no dominante. Aunque el juego de pies es el aspecto más característico de la elástica, su éxito como finta también depende en gran medida de que el jugador atacante tenga una aceleración explosiva desde una posición estática.

## Historia
"Él dice que la inventó, pero yo la perfeccioné"
-Rivellino sobre la elástica en una entrevista de televisión Football's Greatest en 2012.
La jugada fue inventada por el futbolista brasileño-japonés Sérgio Echigo. En 1964, el jugador brasileño Rivellino aprendió el movimiento de Echigo, quien era su compañero del Corinthians en el equipo juvenil, y lo realizó ante una audiencia global durante la Copa Mundial de la FIFA de 1970. Algo curioso sobre este regate, es que Pelé, compañero de selección de Rivellino, nunca pudo aprender la jugada. 
El regate fue popularizado a principios de la década de 1980 por el argelino Salah Assad (quien desarrolló su propia versión, al que llamó "El Ghorraf", y que se ejecutaba mientras corría con el balón)., y también el peruano Julio César Uribe; finales de los años 1990 y 2000 por jugadores de alto nivel como Romário, Ronaldo y Ronaldinho, entre otros. En los últimos años, el futbolista brasileño Neymar también ha sido conocido por usar este movimiento.
En fútbol sala, estilo libre y fútbol callejero, una variación aérea de los movimientos de la elástica se denomina "Akka". El "Akka" tiene varias variantes y puede usarse en combos con caños o túneles y otros movimientos para repartir el máximo espectáculo.